# Zoghman Mebkhout
Zoghman Mebkhout (* 1949) ist ein algerischer Mathematiker, der sich mit algebraischer Theorie von Differentialgleichungen (Theorie der D-Moduln) befasst. Er ist Forschungsdirektor des CNRS.

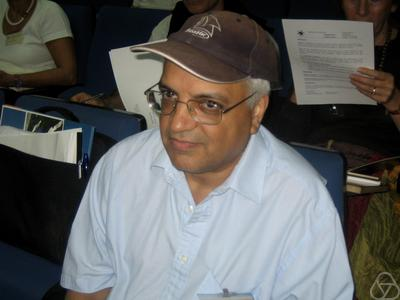
Zoghman Mebkhout 2006

Mebkhout  wurde 1979 an der Universität Paris VII bei Jean-Louis Verdier mit der Schrift Local cohomology of complex analytical spaces promoviert.
Er löste gleichzeitig mit Masaki Kashiwara 1979 das Riemann-Hilbert-Problem in höheren Dimensionen (Riemann-Hilbert-Korrespondenz). Ihm gelangen auch wichtige Resultate teilweise mit Gilles Christol über die Struktur der Singularitäten von Differentialgleichungen im p-adischen Fall. Zum Beispiel bewies er 2001 den p-adischen Monodromiesatz (der das Verhalten p-adischer Differentialgleichungen in der Nähe von Singularitäten mit p-adischen Galois-Darstellungen in Verbindung bringt, ähnlich wie im Riemann-Hilbert-Problem im komplexen Fall). Der Satz wurde von Richard Crew vermutet und etwa gleichzeitig mit Mebkhout unabhängig von Yves André und Kiran Kedlaya bewiesen. Die Untersuchungen haben Anwendungen in der arithmetischen Geometrie (Galoisdarstellungen, Endlichkeitssätze für p-adische Koeffizienten). Bei der Theorie p-adischer Differentialgleichungen spielten zuvor Bernard Dwork und Philippe Robba eine Pionierrolle.
Alexander Grothendieck sieht Mebkhout mit seinen Arbeiten Ende der 1970er Jahre in Recoltes et Semaines und L´Enterrement als Fortsetzer von Grothendiecks eigenen Ideen und als zu Unrecht vernachlässigt.
2002 erhielt er den Prix Servant.

## Schriften
- Sur le probleme de Hilbert–Riemann, in Complex Analysis, Microlocal Calculus and Relativistic Quantum Theory (Les Houches Summer School 1979), Lecture notes in physics 129, 1980, S. 99–110.
- La théorie des équations différentielles p-adiques et le Théorème de la monodromie p-adique, Rev. Mat. Iberoamericana, Band 19, 2003, S. 623–665.